# Grupul Millennium

Uroborus este simbolul Grupului Millennium.

Grupul Millennium (în engleză Millennium Group) este o societate secretă fictivă prezentată în serialul de televiziune thriller polițist Millennium și pe scurt în Dosarele X. După ce a apărut ca sectă creștină la sfârșitul secolului I d.Hr., Grupul s-a dezvoltat într-o rețea de anvergură care, pe măsură ce se apropia mileniul al III-lea, s-a prezentat ca o firmă privată de investigații care acționează în legătură cu organizațiile de aplicare a legii. În ciuda faptului că era plin de schisme interne, Grupul a încercat în mai multe rânduri să instige artificial sfârșitul lumii pe măsură ce se apropia anul 2000.
Rolul Grupului Millennium ca organizație de investigații s-a bazat pe Academy Group din viața reală, o societate de agenți de aplicare a legii pensionați din Statele Unite ale Americii. Prezentarea Grupului a variat pe măsură ce seria a progresat, rolul său schimbându-se de la un grup de investigație binevoitor la o sectă mistică antagonistă. Grupul Millennium a primit răspunsuri negative, descrierea sa oscilantă fiind un focar de critici atât din partea criticilor, cât și a vedetei serialului Lance Henriksen.